# Elmer Gedeon
Elmer John Gedeon, född den 15 april 1917 i Cleveland i Ohio i USA, död den 20 april 1944 i Saint-Pol-sur-Ternoise i Frankrike, var en amerikansk basebollspelare och bombflygpilot i USA:s arméflygvapen, en av två spelare i Major League Baseball (MLB) som blev dödad i strid i andra världskriget. 
Han deltog i flera flyguppdrag i det europeiska operationsområdet innan sin sista, ödesdigra militära operation.

## Biografi
Han var också en stjärna i flera idrottsgrenar under sin tid på college vid Michiganuniversitetet med hedersutmärkelsen All-American i friidrott och fick varsity letters i såväl amerikansk fotboll som baseboll. Han tangerade världsrekordet i (hög) häcklöpning 1938. Efter examen fick Gedeon spela i MLB som outfielder för Washington Senators. Basebollsäsongerna 1939 och 1940 tillbragte Gedeon mestadels i lägre divisioner, men blev upplockad till Senators i september 1939.
Gedeons basebollkarriär blev kortvarig då han inkallades av arménflyget i början av 1941. Han utbildades till bombflygplanspilot och dekorerades för sin tapperhet efter att hans flygplan störtat 1942. Han sköts slutgiltigt ned och omkom när han flög ett B-26-bombflygplan på ett uppdrag över Frankrike i april 1944.